# Busket bjergte
Busket bjergte (Gaultheria shallon) - i blomsterbinderbranchen kaldet "Salal" - er en lille, bestanddannende og stedsegrøn busk med en overhængende vækst. Grenene er zig-zag-formede fra begyndelsen, men efter nogle år er de mere rette. Artsbetegnelsen shallon er afledt af Kikwu-salu, som er chinook-ordet for denne art. Alle dele af planten er besat med kirtelhår. Frugterne er sortrøde bær, der er spiselige. 

## Beskrivelse
Barken er først rødlig (i hvert fald på lyssiden) og uregelmæssigt behåret. Senere bliver barken lysegrøn, og gamle grene kan få en brun, afskallende bark. Bladene er læderagtige og ægformede til runde med fint savtakket rand. Oversiden er blank og mørkegrøn, mens undersiden er lyst grågrøn. Blomstringen sker i maj-juli, hvor man finder blomsterne samlet i endestillede klaser. De enkelte blomster er krukkeformde, regelmæssige og 5-tallige med sammenvoksede, hvide eller svagt lyserøde kronblade. Frugterne er sortrøde bær, der er spiselige. 
Rodnettet er fint og filtagtigt. Planten er afhængig af samliv med én eller flere svampearter (mykorrhiza).
Højde x bredde og årlig tilvækst: 1,00 x 1,50 m (30 x 40 cm/år), heri ikke medregnet skud fra udløbere. Målene kan anvendes ved udplantning.

## Hjemsted
Planten er oprindeligt hjemmehørende i det vestlige, kystnære Nordamerika fra Alaske til Californien. Alle steder findes den på sur bund, dels i skygge under store træer og dels som tæt, fladedækkende krat i fuld sol. I Puget-sænkningen i staten Washington, USA, findes arten i plantesamfund, domineret af grøn douglasgran sammen med bl.a. ørnebregne, amerikansk linnæa, amerikansk skovstjerne, amerikansk tørst, bjørnebrombær, broget skumspiræa, ellebladet bærmispel, Galium triflorum (en art af snerre), Goodyera oblongifolia (en art af Knærod),  hvid snebær, kæmpe-løn, næbhassel, Polypodium glycyrrhiza (en art af engelsød), sværdbregne, Vaccinium parvifolium (en art af bølle) og vestamerikansk mahonie.

## Anvendelse
Busket Bjergte er en udpræget surbundsplante, og den kan bruges i fugtige surbundsbede. Desuden bruges afskårne skud meget som staffage i blomsterbuketter. Den oprindelige befolkning bruger te af plantens blade mod betændelser både indvortes og udvortes.
| Portal | Portal:Botanik |

## Note
1. ↑  C.B. Chappell: Upland plant associations of the Puget Trough ecoregion, Washington Arkiveret 9. oktober 2009 hos  Wayback Machine (engelsk)